# Richard Boyle (1er comte de Cork)
Pour les articles homonymes, voir Richard Boyle et Boyle.
Richard Boyle, 1er comte de Cork (13 octobre 1566 - 15 septembre 1643), également connu sous le nom de grand comte de Cork, est un homme politique d'origine anglaise qui est lord trésorier du royaume d'Irlande.
Lord Cork est une figure importante de la poursuite de la colonisation anglaise de l'Irlande aux XVIe et XVIIe siècles, car il acquiert de vastes étendues de terres dans des plantations à Munster dans le sud de l'Irlande. De plus, ses fils jouent un rôle important dans la lutte contre la rébellion catholique irlandaise dans les années 1640 et 1650, aidant à la victoire des intérêts britanniques et protestants en Irlande.
En plus d'être le premier comte de Cork, il est le patriarche de la famille Boyle à travers ses nombreux descendants éminents, dont le comte d'Orrery (1660), le comte de Burlington (1664) et le comte de Shannon (1756).

## Biographie
Boyle est né à Canterbury le 3 octobre 1566, le deuxième fils de Roger Boyle (décédé le 24 mars 1576 à Preston, près de Faversham dans le Kent), descendant d'une ancienne famille terrienne du Herefordshire, et de Joan (15 octobre 1529 - 20 mars 1586), fille de John Naylor, qui se marie à Cantorbéry le 16 octobre 1564. Ses deux parents sont inhumés dans une tombe en albâtre à l'extrémité supérieure du chœur de l'église paroissiale de Preston. Son frère aîné est John Boyle, évêque de Cork, Cloyne et Ross.
Jeune, Boyle étudie à la King's School, Canterbury, en même temps que Christopher Marlowe. Ses études universitaires commencent au Bennet (Corpus Christi) College, Cambridge, Angleterre, en 1583. Après cela, il étudie le droit au Middle Temple de Londres et devient greffier de Roger Manwood, qui est alors Lord Chief Baron of the Exchequer.
Avant de terminer ses études, Boyle décide « d'acquérir des connaissances et de l'expérience à l'étranger dans le monde » et quitte Londres pour l'Irlande. Il arrive à Dublin le 23 juin 1588 avec un peu plus de 27 £ (équivalent à 7,767 £ en 2015)  ainsi qu'un bracelet en or d'une valeur de 10 £ (2,877 £ en 2015)  et un diamant bague (donné par sa mère à sa mort et qu'il a porté toute sa vie), en plus de quelques beaux vêtements, et sa "rapière et poignard" .
En 1590, il obtient la nomination d'Escheator adjoint de John Crofton, l'Escheator-General. Le 6 novembre 1595, il épouse Joan Apsley, fille et cohéritière de William Apsley de Limerick, l'un des membres du conseil du premier président de la province de Munster. Ce mariage apporte à Boyle une rente de 500 £ par an (équivalent à 107,633 £ en 2015 ),  qu'il continue à recevoir jusqu'en 1632 au moins.
Joan est décédée à Mallow, dans le comté de Cork le 14 décembre 1599 pendant l'accouchement (le fils est mort-né). Tous deux sont enterrés dans l'église de Buttevant , dans le comté de Cork.

## Carrière politique
Boyle à cette époque est l'objet des attaques d'Henry Wallop, trésorier à la guerre, Robert Gardiner, Lord Chief Justice of Ireland, Robert Dillon, Chief Justice of the Irish Common Pleas, et Richard Bingham, commissaire en chef de Connaught.
Boyle est arrêté pour fraude et collusion avec les Espagnols (essentiellement des accusations d'infiltration papiste secrète, un délit de trahison pour un fonctionnaire de la fonction publique protestante de la reine Elisabeth Ire). Il a été jeté en prison (au moins une fois par William FitzWilliam vers 1592) à plusieurs reprises au cours de cette époque. Il s'apprête à partir en Angleterre pour se justifier auprès de la reine Elisabeth Ire, lorsqu'une rébellion éclate à Munster en octobre 1598, et « toutes mes terres sont gaspillées » ce qui le ramène une fois de plus à la misère. La guerre de Neuf Ans arrive à Munster avec des rebelles irlandais d'Ulster, qui sont rejoints par des habitants qui ont perdu des terres au profit des colons anglais. Boyle est contraint de fuir à Cork pour la sécurité.
Cette tournure des événements l'oblige à retourner à Londres et dans ses appartements au Temple. À ce stade, il est presque immédiatement mis au service de Robert Devereux (2e comte d'Essex).
Henry Wallop renouvelle alors ses poursuites contre Boyle, qui est cité à comparaître devant la Chambre étoilée. Dans la procédure, les adversaires de Boyle semblent avoir échoué à étayer leurs accusations. Boyle réussit d'une manière ou d'une autre à obtenir la présence de la reine Elizabeth I elle-même aux débats, et il réussit à dénoncer une inconduite de la part de ses adversaires. Il est immédiatement nommé greffier du Conseil de Munster par Élisabeth Ire en 1600. En décembre 1601, Boyle apporte à Elizabeth la nouvelle de la victoire près de Kinsale.
En octobre 1602, Boyle est de nouveau envoyé par George Carew, le président de Munster, sur les affaires irlandaises. Il est fait chevalier à l'abbaye Sainte-Marie, près de Dublin, par Carew le 25 juillet 1603 et le même jour il épouse sa seconde épouse, Catherine, fille de Geoffrey Fenton, principal secrétaire d'État. En 1606, il est nommé conseiller privé de Munster et en 1612, conseiller privé d'Irlande,.

## Acquisition de biens, de rang et de titres

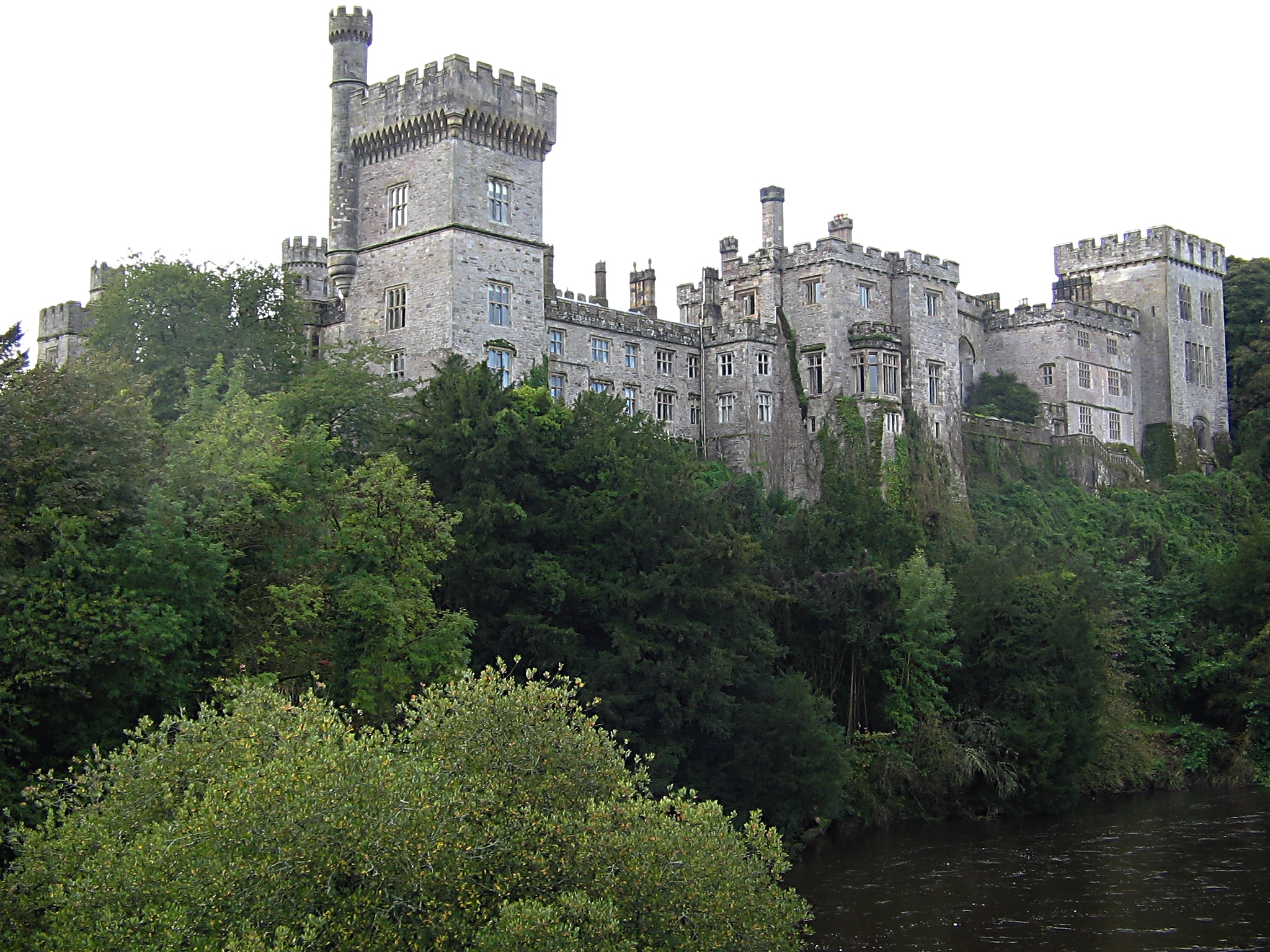
Château de Lismore, comté de Waterford

En 1602, Richard Boyle achète les domaines de Walter Raleigh 42 000 acres (169,96796964 km2) pour 1 500 £ (345,340 £ en 2015)  dans les comtés de Cork (dont Myrtle Grove), Waterford (dont le Château de Lismore) et Tipperary. Il fait ces achats sur l'insistance de George Carew. Boyle fait du château de Lismore son siège principal après l'avoir acheté et le transforme en une magnifique résidence. Il construit un mur extérieur crénelé et une guérite connue sous le nom de porte d'équitation pour le château. Les principaux appartements du château sont décorés de plafonds en plâtre chantourné, de tentures de tapisserie, de soieries brodées et de velours. Boyle a également une résidence importante à Youghal, en plus de Myrtle Grove, connue aujourd'hui sous le nom de "The College", près de la collégiale St Mary Youghal. L'ordre sur les domaines Boyle est maintenu dans 13 châteaux qui sont tenus en garnison par des serviteurs. La ville de Clonakilty  est formellement fondée en 1613 par lui lorsqu'il reçoit une charte du roi Jacques Ier d'Angleterre.
Boyle est élu en tant que commissaire de bourg (membre du Parlement) pour Lismore au Parlement irlandais de 1614 (tenu au château de Dublin) le 18 mai 1614. Il accède à la pairie irlandaise en tant que Lord Boyle, baron de Youghal le 6 septembre 1616.
Lord Boyle prétend avoir construit la ville de Bandon dans le comté de Cork, mais en fait la ville a été planifiée et construite par Henry Beecher, John Archdeacon et William Newce. Le terrain sur lequel Bandon est construit a été accordé par la reine Elisabeth Ire à Phane Beecher en 1586, et hérite par son fils aîné Henry qui l'a ensuite vendu à Boyle en novembre 1618. À Bandon, Boyle fonde des industries de fonte de fer et de tissage de lin et fait venir des colons anglais, dont beaucoup de Bristol.
Lord Boyle est créé comte de Cork et vicomte Dungarvan le 26 octobre 1620. Il occupe ensuite la charge de shérif de 1625 à 1626. Le 26 octobre 1629, il est nommé Lord Justice et le 9 novembre 1631, il est Lord Treasurer of Ireland. Bien qu'il n'ait pas été pair au Parlement anglais, il est néanmoins enregistré qu'il est « appelé par écrit à la Chambre haute par la grande grâce de Sa Majesté », et il prend par la suite la position honorée d'un « assistant siégeant à l'intérieur de le Woolsack".
Oliver Cromwell aurait dit de Lord Cork : « S'il y avait eu un comte de Cork dans chaque province, il aurait été impossible pour les Irlandais d'avoir déclenché une rébellion. L'un des principaux alliés politiques de Lord Cork à l'époque est Piers Crosby.
En 1636, Lord Cork choisit de vivre dans le West Country. Il achète au 3e comte de Castlehaven, pour 5 000 £, le manoir de Stalbridge dans le Dorset qui devient son siège anglais, et en 1637, il prévoit 20 000 £ supplémentaires pour Temple Coombe Manor, à proximité dans le Somerset. Lord Cork, sur l'insistance des Howard, achète également Annery House près de Bideford en 1640 pour 5000 £. Le comte est ravi de Annery House et de pouvoir facilement se rendre à Youghal depuis Bideford. Annery House est léguée à son sixième fils Francis Boyle à sa mort en 1643. Lord Cork laisse également le manoir de Salcombe dans le Devon par son ami Thomas Stafford, le fils illégitime de George Carew (1er comte de Totnes). Salcombe, avec Halberton Manor, est également laissé à son fils Francis et à sa femme Elizabeth Killigrew.
Boyle meurt à Youghal en septembre 1643, après avoir été chassé de ses terres lors de la rébellion irlandaise de 1641. Ses fils, cependant, récupèrent les domaines familiaux après la répression de la rébellion.

## L'héritage "philosophique" de Boyle
Lord Cork est décrit comme le « premier millionnaire colonial ».
L'historien Roy Foster, dans son Irlande moderne, le qualifie de « quintessence de l'aventurier-colon élisabéthain en Irlande »,
La devise de Boyle est : « La Providence de Dieu est mon héritage ».
La philosophie théopolitique de Lord Cork est décrite comme « providentialiste » par opposition à sa contrepartie qui prévalait au nord dans certaines parties de l'Ulster à l'époque, qui est plus typiquement caractérisée comme presbytérienne.
Une telle comparaison de ces deux points de vue n'est ni exclusivement religieuse ni laïque, un facteur qui offre peut-être un petit aperçu de la façon dont Lord Cork a réussi à réaliser ce qui semble maintenant être l'exploit extraordinaire de gagner à plusieurs reprises la faveur des dirigeants de chaque côté de la guerre civile anglaise.

## Descendance

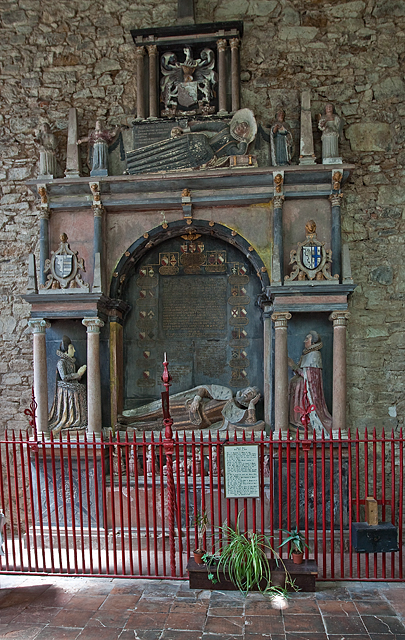
Tombeau dans la collégiale St Mary, Youghal

De sa seconde épouse, Catherine Fenton, fille de Sir Geoffrey Fenton et de sa femme Alice Weston, le 1er comte de Cork a quinze enfants :
- Roger Boyle (1er août 1606, Youghal, comté de Cork, Irlande-10 octobre 1615, Deptford, Kent, Angleterre, où il est enterré).
- Alice Boyle (1607-1667), épouse David Barry, 1er comte de Barrymore, puis après sa mort, épouse John Barry, de Liscarroll, co Cork, Irlande.
- Sarah Boyle (1609-1633), épouse Thomas Moore, puis après sa mort épouse Robert Digby, 1er baron Digby.
- Lettice Boyle (1610-1657), épouse le colonel George Goring, Lord Goring.
- Joan Boyle (1611-1657), épouse George FitzGerald (16e comte de Kildare) ("le comte de fée").
- Richard Boyle, 2e comte de Cork et 1er comte de Burlington (1612-1698), Lord High Treasurer of Ireland (1660-1695).
- Katherine Boyle (1615-1691), épouse Arthur Jones (2e vicomte Ranelagh).
- Geoffrey Boyle
- Dorothy Boyle, épouse Arthur Loftus de Rathfarnham et est la mère d'Adam Loftus, 1er vicomte Lisburne.
- Lewis Boyle, 1er vicomte Boyle de Kinalmeaky (1619-1642), succède sous reste spécial à son frère aîné Richard.
- Roger Boyle, 1er comte d'Orrery (1621-1679)
- Francis Boyle (1er vicomte Shannon)
- Mary Boyle, épouse Charles Rich (4e comte de Warwick)[10]
- Robert Boyle (1627-1691), auteur de The Skeptical Chymist ; considéré comme le père de la chimie moderne.
- Margaret Boyle

Boyle érige un monument élaboré pour lui-même, ses épouses, sa mère et ses enfants dans l'église collégiale de St Mary Youghal, dans le comté de Cork, et il existe un monument Boyle similaire mais beaucoup plus grand dans la cathédrale St Patrick de Dublin. Son frère aîné John est également enterré dans la tombe.

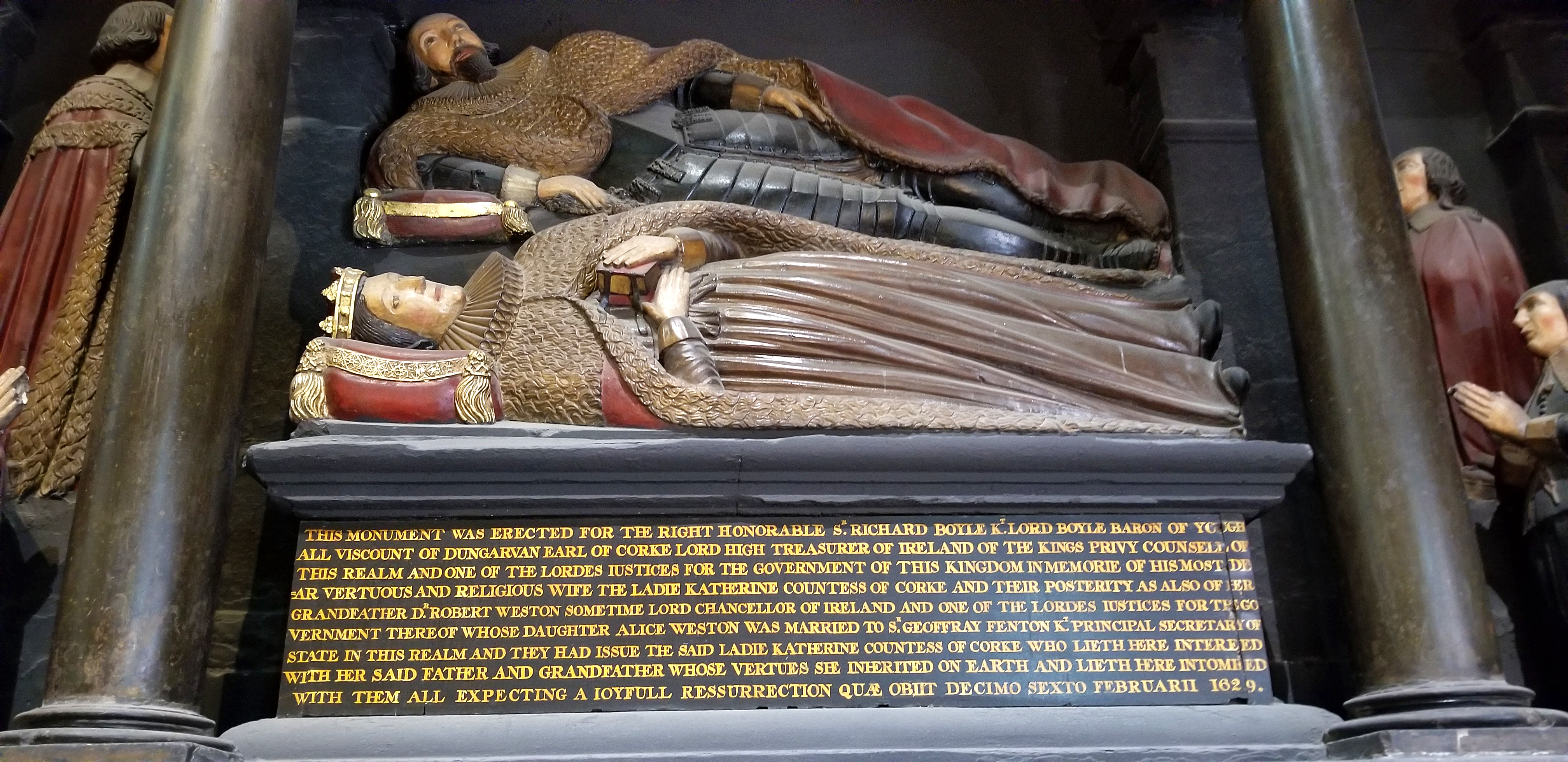
Monument de Boyles dans la cathédrale Saint-Patrick